# 九同章
九同章，全稱為九同章絲綢商店、九同章棉布商店，原是廣東省廣州市內的一家知名紡織品商家，創立於光緒31年（1905年），為早期的廣州人帶來江浙絲綢產品。九同章品牌現被廣州市綸章商貿有限公司（前身廣州市紡織品公司）持有，綸章、信孚等幾個老品牌被該公司持有。
光緒三十一年（1905）創立時名九同章綢緞店，初設在惠愛街（現中山五路）。到1928年店鋪經營不佳，九同章連招牌鋪位，全部由梁志生與歸僑同鄉梁仁軒、梁鎮南等合資承頂，自此後九同章漸漸聲名鵲起。1930年九同章搬到高第街，擴大經營。1930年代初絲綢行業中都用紙張包裝商品，而九同章用厚牛皮紙做成可以用手挽的紙袋，兩面還印著店名、地址等等。除經營絲綢布匹外還兼營加工西服和出租男女結婚禮服、婚喪的喜帳和祭帳。中日戰爭廣州淪陷期間，梁志生把生意移到香港，到1950年代初期，“九同章”先後共有過四家店，包括廣州高第街的九同章、廣州上下九的同章、上海的永章，還有香港的老九章。
1956～1958年公私合營，昌第、華章等30幾家棉布店先後併入九同章，組成公私合營九同章棉布商店，經營絲綢、棉布、床上用品等。九同章公私合營後，成為廣州市紡織品公司屬下單位，九同章東主梁志生曾將資本轉入華僑投資公司，也曾被安排到廣州市絲綢公司工作。文革期間，九同章易名為民棉布商店，到1976年才恢復九同章招牌。